# إعداد التقارير بمساعدة الحاسوب
إعداد التقارير بمساعدة الحاسوب هو مصطلح يصف استخدام أجهزة الحاسوب في تجميع وتحليل البيانات اللازمة لكتابة قصص الأخبار.
لقد أدى انتشار أجهزة الحاسوب والبرمجيات والإنترنت إلى تغيير آلية عمل المراسلين. فيقوم المراسلون بصورة روتينية بتجميع المعلومات في قاعدة بيانات وتحليل السجلات العامة باستخدام جداول ممتدة وبرمجيات إحصائية ودراسة التغير السياسي والديموغرافي باستخدام تخطيط نظام المعلومات الجغرافي ويعقدون اللقاءات عبر البريد الإلكتروني ويبحثون عن خلفية المقالات على الويب.
ولقد أصبح هذا يعرف على المستوى الجماعي باسم إعداد التقارير بمساعدة الحاسوب. ويرتبط هذا ارتباطًا وثيقًا بـ «الدقة» أو الصحافة التحليلية التي تشير إشارة خاصة إلى استخدام الصحفيين لتقنيات العلوم الاجتماعية والعلوم الأخرى.

## معلومات تاريخية ومسار التطور
يقول أحد الباحثين أن «عصر إعداد التقارير بمساعدة الحاسوب» بدأ عام 1952 عندما استخدمت محطة تليفزيون سي بي إس الحاسوب التلقائي العالمي UNIVAC I في تحليل نتائج الانتخابات الرئاسية الأمريكية. ولقد وقعت أوائل الأمثلة على ذلك عام 1967, بعد أعمال الشغب في ديترويت، عندما قام فيليب ميير من ديترويت فري بريس حاسوب كبير لتوضيح أن احتمالية تساوي مشاركة الحاصلين على تعليم جامعي في أعمال الشغب مثلهم مثل من فشلوا في التعليم الثانوي.
منذ الخمسينيات من القرن العشرين، تطور استخدام الحاسوب حتى أصبح استخدام قواعد البيانات نقطة حيوية في عمل الصحفيين بحلول العقد الثامن هذا القرن. في الطبعة الأولى من كتاب «الصحافة الدقيقة» الذي صدر عام 1969، أكد فيليب ميير أن الصحفي يجب أن يستفيد من قواعد البيانات واستطلاعات الرأي، وكلاهما يحدث بمساعدة الحاسوب. وفي طبعة الكتاب عام 2002، تقدم فيليب حتى قال إن «يجب أن يكون الصحفي مديرًا لقواعد البيانات».
لقد بلغت أجهزة الحاسوب مرحلة الكتلة الحرجة في غرف الأخبار الأمريكية عام 2001 فيما يتعلق باستخدام الحاسوب العام والبحث باستخدام الإنترنت والبحث عن المحتوى غير المتخصص والاستخدام اليومي المتكرر للإنترنت، وهذا يبين أن إعداد التقارير بمساعدة الحاسوب أصبح واسع الانتشار في الولايات المتحدة.

## الأدوات والتقنيات
لقد امتدت التقنيات من مجرد التصويت واستطلاع الرأي لتوفر فرصة جديدة أمام الصحفيين: استخدام الحاسوب في تحليل كميات هائلة من السجلات الحكومية. وكان أول مثال لهذا النوع من الاستخدام الصحفي كلارنيس جونز من صحيفة ميامي هيرالد، الذي استخدام الحاسوب عام 1969 للبحث عن الأنماط في النظام القضائي الجنائي. ويضم المستخدمين الأوائل البارزين ديفيد بيرنهام من زا نيويورك تايمز، الذي استخدم الحاسوب عام 1972 في فضح التناقض في معدلات الجريمة التي تذكرها الشرطة؛ وهناك إليوت جاسبن من «زا بروفيدنش جورنال» الذي قام عام 1986 بمطابقة قواعد البيانات لفضح سائقي الحافلات المدرسية ممن لديهم تاريخ سيئ مع القيادة وسجلات جنائية؛ وبيل ديدمان من أتلانتا جورنال كونستيتوش], الذي حصل على جائزة بوليترز للبحث الذي قام به عام 1988, حول ألوان الأموال, الذي تناول فيه التمييز في تقديم القروض والخط الأحمر في الأحياء السكنية للزنوج من أصحاب الدخول المتوسطة.

## المنظمات المهنية
على مدار السنوات الخمس عشرة الماضية، تم إنشاء بعض المؤسسات الصحفية فقط من أجل تعزيز استخدام إعداد التقارير بمساعدة الحاسوب في تجميع الأخبار، ومن أمثلة تلك المؤسسات المعهد القومي لإعداد التقارير بمساعدة الحاسوب (برنامج لـ المراسلين والمحررين الاستقصائيين) والمركز الدانماركي الدولي للتقارير التحليلية. وهناك العديد من المؤسسات الأخرى التي تقدم تدريبات أو ورش عمل في إعداد التقارير بمساعدة الحاسوب، ومن أمثلتها «جمعية الصحفيين المحترفين» والجمعية الكندية للصحفيين وجامعة كلية الملك في هاليفاكس، ونوفا سكوتيا. ولقد قام الصحفيون أيضًا بإنشاء قاعدة بريد لمشاركة الأفكار حول إعداد التقارير بمساعدة الحاسوب، من بينها قائمة NICAR-L وقائمة CARR-L وJAGIS-L. وبمرور الوقت أصبح إعداد التقارير بمساعدة الحاسوب ضرورة في وسائل الإعلام المعاصرة لا يمكن للصحفيين الاستغناء عنها. بيد أنهم يحتاجون إلى تعريف محددات الاستخدام لضمان دقة الأخبار ومصداقية المصادر لضمان موثوقية الأخبار.